# Берон, Петр
Петр Берон, Петр Хаджи Берович (болг. Петър Хаджиберович Берон; 1799, Котел, Османская империя, — 21 марта 1871, Крайова, Румыния) — болгарский просветитель, учёный, энциклопедист, педагог, философ, врач и естествоиспытатель.

## Биография
Некоторое время жил в Брашове. Учился в местной церковной школе, а затем пошел работать. Когда ему было около 20 лет, отправился в Бухарест и поступил в хорошее греческое училище.
В 1824 году с помощью Антона Иванова издал «Букварь с различными поучениями», известный также под именем «Рыбного букваря» из-за изображенного в конце книги дельфина (хотя в действительности дельфины являются млекопитающими, а не рыбами). Этот первый в истории болгарский букварь был издан Бероном в Брашове.
Затем при поддержке меценатов-болгар продолжил обучение в Европе. Изучал медицину в Гейдельберге и Мюнхене. В Мюнхене слушал лекции Фридриха Шеллинга и Лоренца Окена. В 1831 году получил степень доктора и вернулся в Румынию. Также жил в Париже, Берлине, Лондоне, Вене, Праге и Афинах. Владел девятью языками.
Помимо собственно врачебной, занимался и научной деятельностью, написав около 20 научных трудов. Жертвовал средства многим болгарским школам.
21 марта 1871 года был найден задушенным в своем имении в Крайове.
Портрет Петра Берона помещен на банкноту достоинством 10 левов образца 1999 года.

## Сочинения
- Буквар с различни поучения, 1824.
- Краснописие, 1843.
- Система на атмосферологията, 1846.
- Система на геологията, 1846.
- Славянска философия, 1855.
- Панепистемия, 1861—1867. В 7 тт.
- Небесна физика, 1866—1867. В 3 тт.
- Физико-химия, 1870.